# الغواصة الألمانية يو-480
غواصة يو-480 غواصة يو بوت ألمانية من الفئة السابعة سي بنيت لسلاح بحرية ألمانيا النازية كريغسمارينه، في أحواض دويتشه فيرك خلال الحرب العالمية الثانية.